# بیلا بالوگ
بیلا بالوگ (مجاری: Béla Balogh؛ ۱ ژانویه ۱۸۸۵ – ۳۰ مارس ۱۹۴۵) یک کارگردان فیلم، فیلم‌نامه‌نویس و بازیگر اهل مجارستان بود. وی بین سال‌های ۱۹۱۸ تا ۱۹۴۳ میلادی فعالیت می‌کرد.
از فیلم‌ها یا مجموعه‌های تلویزیونی که وی در آن‌ها نقش داشته است، می‌توان به بانو یک اتاق می‌خواهد اشاره نمود.